# Lord Lieutenant of Ireland

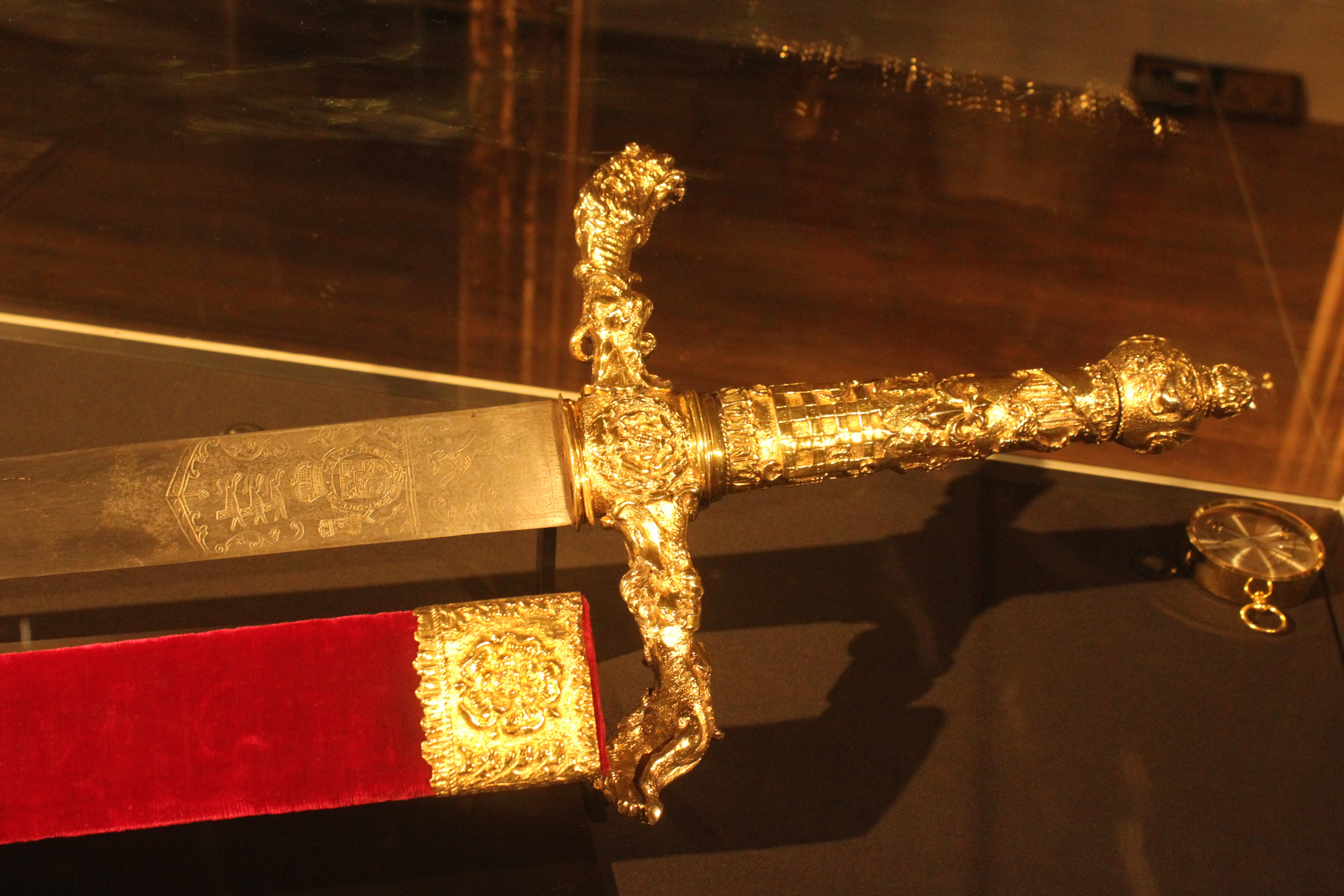
Het ceremoniële zwaard van de Lords Lieutenant of Ireland

Lord Lieutenant of Ireland (Iers: Tiarna Leifteanant na hÉireann) was de officiële titel van de gouverneur van Ierland gedurende de periode tussen 1690 en de deling van Ierland in 1922. Het ambt werd vanwege zijn verschillende namen veelal aangeduid als onderkoning. Hij was dan ook de hoogste vertegenwoordiger van de Engelse en later de Britse monarch in Ierland. Daarnaast was de Lord Lieutenant de opperbevelhebber van de troepen aldaar en was hij grootmeester van de Orde van Sint-Patrick. De Lord Lieutenant woonde en werkte in Dublin Castle.